# Мазово
Ма́зово (рос. Мазово) — селище у складі Кувандицького міського округу Оренбурзької області, Росія.

## Населення
Населення — 200 осіб (2010; 245 у 2002).
Національний склад (станом на 2002 рік):
- башкири — 68 %